# Lijst van rijksmonumenten in Herike
De plaats Herike telt 11 inschrijvingen in het rijksmonumentenregister.
| Object                                                              | Oorspronkelijke functie?  | Bouwjaar                          | Architect | Locatie          | Coördinaten?                  | Nr.?   | Afbeelding        |
| ------------------------------------------------------------------- | ------------------------- | --------------------------------- | --------- | ---------------- | ----------------------------- | ------ | ----------------- |
| Bouwhuis (van de vroegere havezate Stoevelaar) met pannen schilddak | Bijgebouwen kastelen enz. |                                   |           | Stoevelaarsweg 8 | 52° 14' 39" NB, 6° 33' 39" OL | 28137  | Meer afbeeldingen |
| Terrein waarin een grafheuvel                                       | Archeologisch monument    | Neolithicum en/of Bronstijd       |           |                  | 52° 13' 46" NB, 6° 31' 30" OL | 45793  | Upload foto       |
| Terrein waarin 3 grafheuvels                                        | Archeologisch monument    | Neolithicum en/of Bronstijd       |           |                  | 52° 13' 58" NB, 6° 31' 31" OL | 45794  | Upload foto       |
| Terrein waarin 2 grafheuvels                                        | Archeologisch monument    | Neolithicum en/of Bronstijd       |           |                  | 52° 13' 47" NB, 6° 31' 52" OL | 45795  | Upload foto       |
| Terrein waarin 3 grafheuvels                                        | Archeologisch monument    | Neolithicum en/of Bronstijd       |           |                  | 52° 13' 50" NB, 6° 31' 52" OL | 45796  | Upload foto       |
| Terrein waarin 2 grafheuvels                                        | Archeologisch monument    | Neolithicum en/of Bronstijd       |           |                  | 52° 13' 59" NB, 6° 31' 54" OL | 45797  | Upload foto       |
| Terrein waarin twee grafheuvels                                     | Archeologisch monument    | Neolithicum en/of Bronstijd       |           |                  | 52° 14' 11" NB, 6° 32' 6" OL  | 45798  | Upload foto       |
| Grafheuvel                                                          | Archeologisch monument    | laat Neolithicum/vroege Bronstijd |           |                  | 52° 14' 33" NB, 6° 31' 1" OL  | 45799  | Upload foto       |
| Terrein waarin 3 grafheuvels                                        | Archeologisch monument    | laat Neolithicum/vroege Bronstijd |           |                  | 52° 14' 35" NB, 6° 31' 9" OL  | 45800  | Upload foto       |
| Toren                                                               | Gebouw                    | 1890                              |           | Goorseweg 51     | 52° 14' 7" NB, 6° 32' 13" OL  | 507985 | Meer afbeeldingen |